# テリー山本
テリー 山本（テリー やまもと、1966年5月5日 - ）は、日本の漫画家。男性。

## 来歴・人物
高校生時代は甲子園を目指すも挫折。高校卒業後は世界各地を放浪し、帰国後、旅先で出会った白いブルテリアをモデルに1992年5月から『ビッグコミックスペリオール』（小学館）に『バウ』を連載した。この作品は1993年にテレビアニメ化された。以後は主に小学館の『ビッグコミック』系列の漫画雑誌で活動する。
2005年から2013年まで『ビッグコミックオリジナル』（小学館）で連載された『あんどーなつ』もヒット作となり、2008年にはテレビドラマ化された。

## 作品リスト
- バウ（ビッグコミックスペリオール、小学館、全11巻）
- 田宮が来る!（ビッグコミックオリジナル、小学館、全3巻）
- ひまわりさん（作：鶴田一文、ビッグコミック、小学館、全3巻） - TBS『月曜ミステリー劇場』でテレビドラマ化された（全2作、緒形拳主演）
- 刺者（作：木村公一、ビッグコミックオリジナル増刊、小学館、全1巻）
- あんどーなつ（作：西ゆうじ、ビッグコミックオリジナル、小学館、全20巻） ※原作者死去により未完
- あさひるばん（作：やまさき十三、ビッグコミックオリジナル、小学館、全1巻）
- ナツカツ 職業・高校野球監督（作：市田実、ビッグコミックオリジナル、小学館、全7巻）
- メイカン（原作：野球漫画制作工房、eBigComic4、小学館）